# 올드새럼

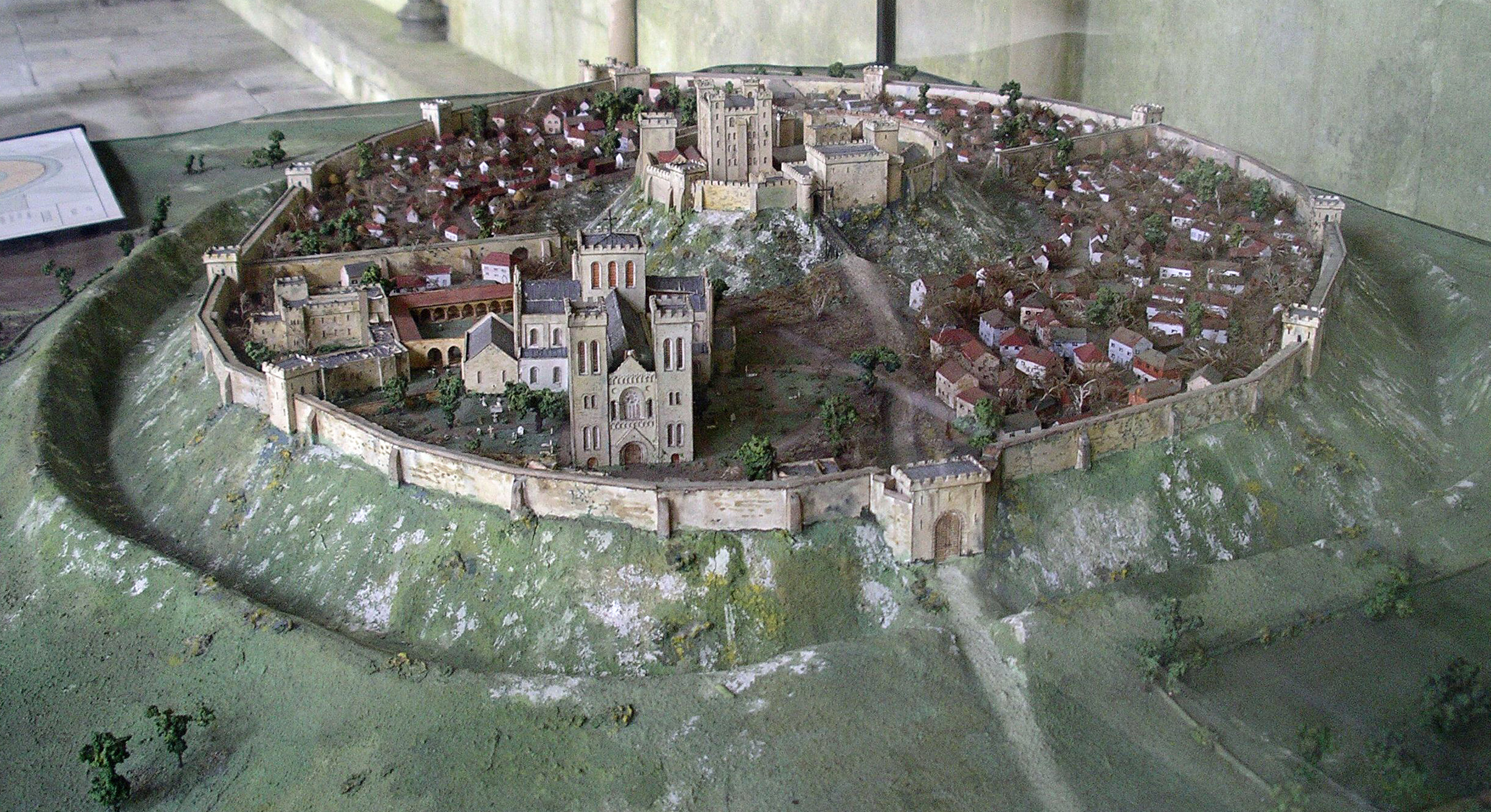
솔즈베리 대성당에 있는 12세기 올드 새럼의 모형

올드 새럼(Old Sarum)은 영국 솔즈베리에 있는 노르만인의 초기 정착지다. 오늘날 솔즈베리 북쪽 약 2 마일 (3.2 km) 떨어진 A345 도로 근처의 언덕에 있으며 노르만인의 잉글랜드 정복 이후 초기 기록에 이미 언급되어 있다. 영국 문화 유산으로 일반에 공개되어 있다.
근처에 스톤 헨지와 에이브버리 같은 3천년 전 선사시대 정착지가 있어 오래 전부터 사람이 살기 적합한 곳이었음을 알게 해 준다. 기원적 약 400년 전인 철기 시대에 만든 두 개 언덕길이 햄프셔 에이번에서 교차하며 지역의 교역로를 통제하였다. 이 도로는 고대 로마 시기에도 주요 교통로로 유지되었다. 6세기 이후 잉글랜드를 점령한 앵글로색슨인이 요새를 만들었으며 바이킹이 침입해 오자 이에 대항하는 거점으로 사용하였다. 노르만인은 해자 장벽 성채 형식의 성과, 돌로 쌓은 외부 성곽, 올드 새럼 성당을 지었다. 내성 안 왕궁은 헨리 1세를 위해 지은 것으로 플랜태저넷 왕가 군주들이 사용했다. 이 정착지 전성기는 윌트셔 주장관과 솔즈베리 주교 사이 분쟁 끝에 교회가 성 밖 근처 평원으로 이주할 때까지 약 300년간 지속되었다. 13세기 초 평원에 세운 새 성당을 중심으로 새로운 읍락이 형성되면서 지금의 솔즈베리로 발전하였고, 더는 구실을 못하는 올드 새럼의 성벽을 허물어 새 시가지 건축에 사용하였다. 비어버린 아성은 그 후로도 오랬동안 있다가 1322년 에드워드 2세가 성을 버렸고 1514년 헨리 8세가 매각하였다.
헨리8세 이후 이 정착지는 사실상 아무도 살지 않는 무인 지대였지만, 지주였던 피트 가문은 19 세기까지 올드 새럼을 대표하는 의회 의원 신분을 유지하였다. 올드 새럼 선거구는 이른바 주머니 선거구로 불리며 1832년 개혁법을 촉발한 썩은 자치구 가운데서도 가장 악명 높은 곳 중 하나였다.
1987년 에드워드 러더퍼드(Edward Rutherfurd )는 이 도시의 역사를 다룬 소설 《새럼》을 발표했다.

## 이름
현재 이름은 둠스데이 북에 기록된 오늘날 솔즈베리의 중세 라틴어 및 노르만어 형태인 사리스뷰리(Sarisburie)의 오식으로 보인다. (그 보다 이전에는 시로부륵스(Searoburh) 시로뷔리그(Searobyrig), 시레뷔리그(Searesbyrig) 등으로 불렸는데, 이는 원주민이 쓰던 브리소닉어에 고대 영어에서 성이나 요새를 뜻하는 접미사인 부륵스(Burh [burx])나 뷔리그(Byrig)를 붙여 번역차용한 것이었다..) 새럼의 Sar̅는 보다 오랜 연원을 갖는 어근이고 뒤로 붙는 um은 장소를 지칭하는 라틴어 접미사다. 새럼과 사리스뷰리는 오랫 동안 혼용되다가 13세기 어느 무렵에 새럼으로 굳었다. 현재의 솔즈베리에 있는 성 니콜라스 병원에는 1239년 사용된 병원의 인장이 보관되어 있는데 이 인장에는 새럼이라고 표기되어 있다. 14 세기 와이빌의 주교는 스스로를 사룸(Sarum, 사마귀) 주교라고 자칭하였다. 훗날 새로운 솔즈베리가 성장하면서 새럼은 앞에 올드라는 말을 덧붙이게 되었다. 한편 2009년까지 솔즈베리의 공식 명칭은 뉴 새럼이었다.

## 역사

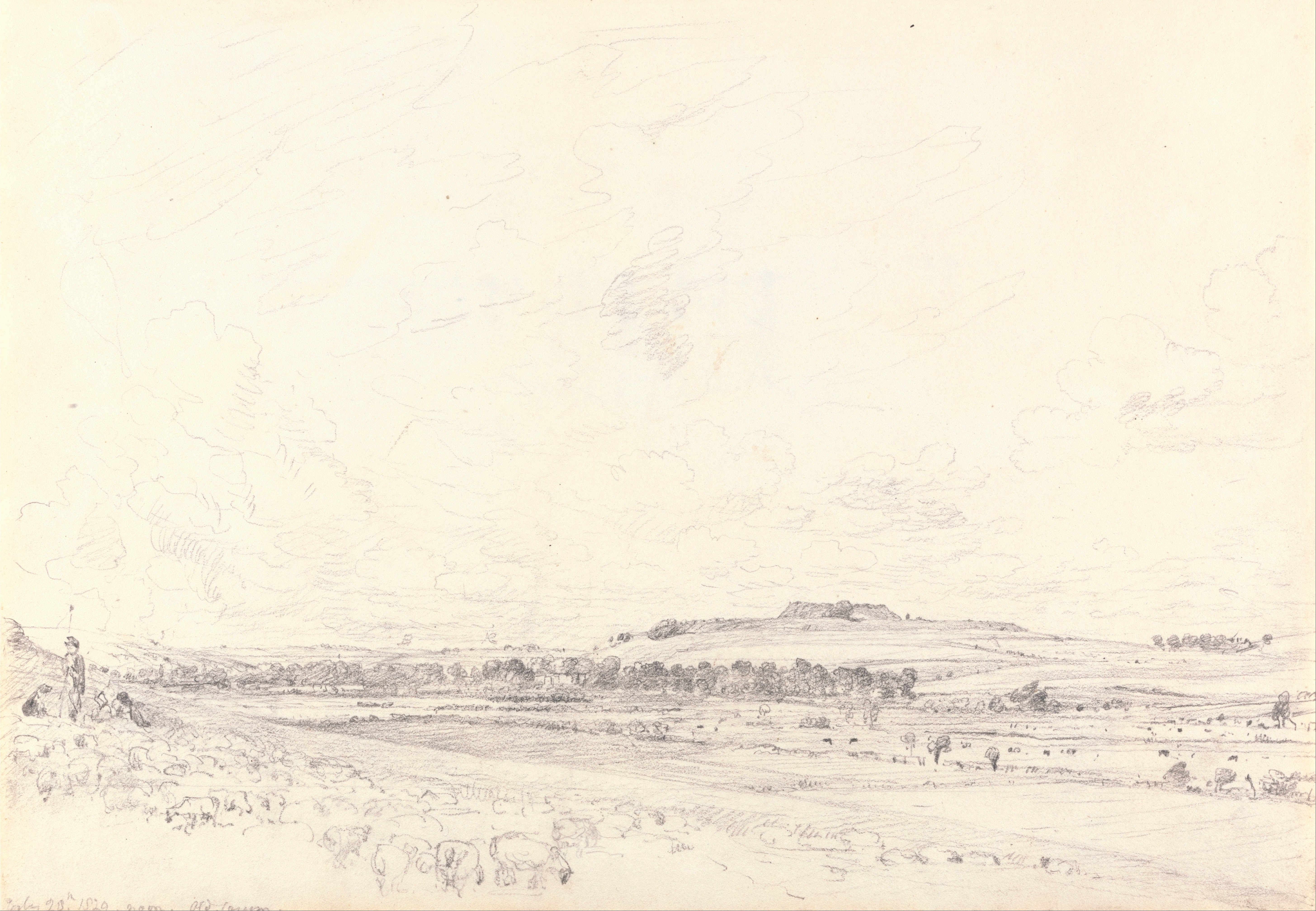
올드 새럼. 존 컨스터블의 1829년 스케치

### 선사 시대
올드 새럼 언덕 꼭대기에는 신석기 시대에 이미 사람들이 살았던 흔적이 있다. 기원던 3000년대 초기에 처음에는 수렵 생활을 하였다가 나중에는 농경을 하였던 공동체가 그 장소를 정착지로 삼았다는 증거가 있다. 언덕을 요새화 한 첫 흔적은 기원전 400년 무렵의 것으로 영국 철기 시대에는 언덕 주변으로 거대한 둑과 도랑이 만들어졌다. 당시 언덕 요새는 타원형으로 너비 400 미터, 길이 360 미터 정도였으며 입구는 동쪽으로 나있었고 이중의 둑과 해자로 보호되었다. 인근에는 이와 비슷한 형태의 언덕 요새들이 남아 있는데 예를 들면 피그스버리 링의 동쪽, 베스파시안의 주둔지의 북쪽 등에 언덕 요새 유적이 남아있다. 고고학자 R.C. 호어는 "근처의 여러 언덕들 가운데 올드 새럼이 가장 주목할 만한데, 영국의 가장 큰 두 개의 환상열석인 스톤헨지와 에이브버리가 인접하여 있기 때문"이라고 설명했다.

### 로마 시대
로마의 브리트니아 정복 당시인 기원후 1세기 무렵, 올드 새럼은 아트레바트족의 영토에 속해 있었던 것으로 보인다. 아트레바트족은 갈리아에서 카이사르에 대적하던 코미우스가 일족을 이끌고 브리튼섬으로 넘어와 정착하였다. 코미우스의 뒤를 이은 아들들은 친로마적인 태도를 취했다. 이들은 이웃한 브리튼인 왕국과 영토 분쟁을 벌였고, 이를 빌미로 클라우디우스 황제는 브리튼을 침략하여 로마의 속주로 삼았다. 이 당시 브리튼의 언덕 요새는 안토니우스 여정도에 소르비오듀눔으로 표기되어 있는데 아마도 로마의 도로망에 속한 소르비오도니와 착오를 일으킨 것으로 보인다. 그 당시 요새는 아직 지어지지 않았거나, 있더라도 로마가 점령하지는 않았을 것이다. 《웨일스 연대기》에는 이곳에 카이르 카라도그 또는 그라다위크, 카이르 왈라위그 등으로 불린 정착지가 있었다고 전한다. 아일랜드 교회의 대주교였던 우셔는 《브리튼인의 역사》에서 이곳을 브리튼인의 28개 도시 가운데 카이르 카라타우크로 비정하였다. 카이르는 고대 영어 체스터에 해당하는 고대 웨일스어로 요새나 성채를 뜻한다.

### 색슨 시대
웨식스 왕국의 왕 킨리치가 552년 이 언덕을 점령했다. 그 이후 올드 새럼은 웨식스의 영토가 되었지만 인근 저지대에 이미 윌턴과 같은 색슨인의 정착지가 있었기 때문에 언덕 요새는 오랫 동안 방치되어 있었다. 바이킹이 침략해 오자 앨프레드가 다시 언덕을 요새화하였다. 9세기 초반 웨식스의 에그버트는 이곳을 주요 거주지 가운데 하나로 삼았고, 960년 에드가는 이곳에서 북쪽의 데인로에 저항할 회의를 소집하였다. 1003년 덴마크-노르웨이의 국왕 스베인 튜구스케그는 이곳을 인근의 윌턴과 함께 약탈하였고 올드 새럼은 다시 방치되었다. 그 후 올드 새럼은 윌턴의 민트로 사용되었다.

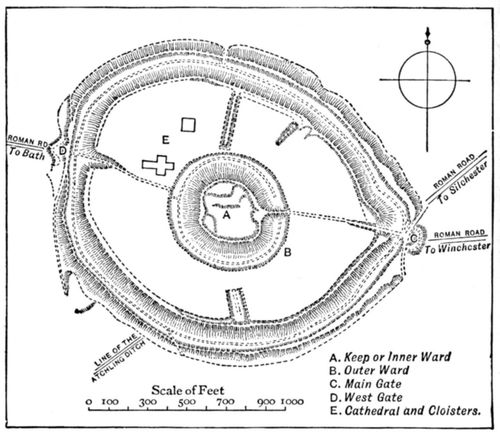
영국 유적 조사 당국이 묘사한 올드 새럼

### 노르만 시대
노르만 정복 4년 후인 1070년 올드 새럼에는 해자 장벽 성채가 세워졌다. 성은 노르만 왕조의 국왕들이 직접 관리하였고 성주는 대개 윌트셔의 주장관을 겸임하였다. 1075년 런던의 교회 회의는 솔즈베리의 첫 주교로 허먼을 선임하였다. 허먼은 노르만 왕조의 상서였던 오스문트와 함께 솔즈베리 대성당의 건축을 시작했지만 1092년까지도 완공을 보지 못했다. 오스문트는 윌리엄 1세의 사촌으로 잉글랜드의 상서로서 새럼 교구의 법집행을 책임지고 있었다. 그의 책임 아래 작성된 둠스데이 북은 이후 몇 세기에 걸쳐 솔즈베리 주교들이 작업을 이어 받았고 1457년 교황 갈리스토 3세는 이를 최종적으로 승인하였다.
둠스데이 북은 아마도 1086년 이전에 올드 새럼에서 작성된 것으로 보인다. 윌리엄 1세는 자신이 정복한 잉글랜드의 토지 소유 현황을 파악하고 세금을 거두기 위해 이 책을 편찬하도록 지시하였다.그해 윌리엄 1세는 귀족과 고위 성직자, 기사 들을 소집하여 충성을 맹세하도록 하였는데 이를 솔즈베리 맹세라고 한다. 올드 새럼에서는 두번의 회의가 더 소집되었다. 하나는 윌리엄 2세가 1096년 소집한 것이고, 다른 하나는 헨리 1세 때로 1116년 소집되었다. 윌리엄 2세는 주교에 대한 과세를 결정했으며 나중에 헨리 2 세가 이를 다시 확인하였다.
현재는 터만 남아있는 올드 새럼 대성당은 1092년 4 월 5일 완성되었다. 그러나 지어진 지 닷새만에 몰아닥친 폭풍으로 막대한 피해를 입었다. 당시 솔즈베리 주교였던 로거는 헨리 1세의 측근으로 국왕이 노르망디로 건너가 부재한 동안 내정을 책임졌고 왕족들에 대한 관리와 의전 역시 그의 몫이었다. 로거는 1110년대에 올드 새롬 대성당을 증축하여 기존의 성당보다 두배 더 긴 건축물이 되도록 하였다. 그 결과 대성당은 올드 새럼의 북서쪽 4분의 1 구간을 차지하는 규모가 되었다. 유적의 정 가운데에 있던 아성이 궁전 역할을 겸했을 것이라고 추측되어 왔지만 최근 발굴 결과를 보면 남동쪽 사분면에 큰 규모의 궁전이 따로 있었을 수도 있다.

### 앙주 시대

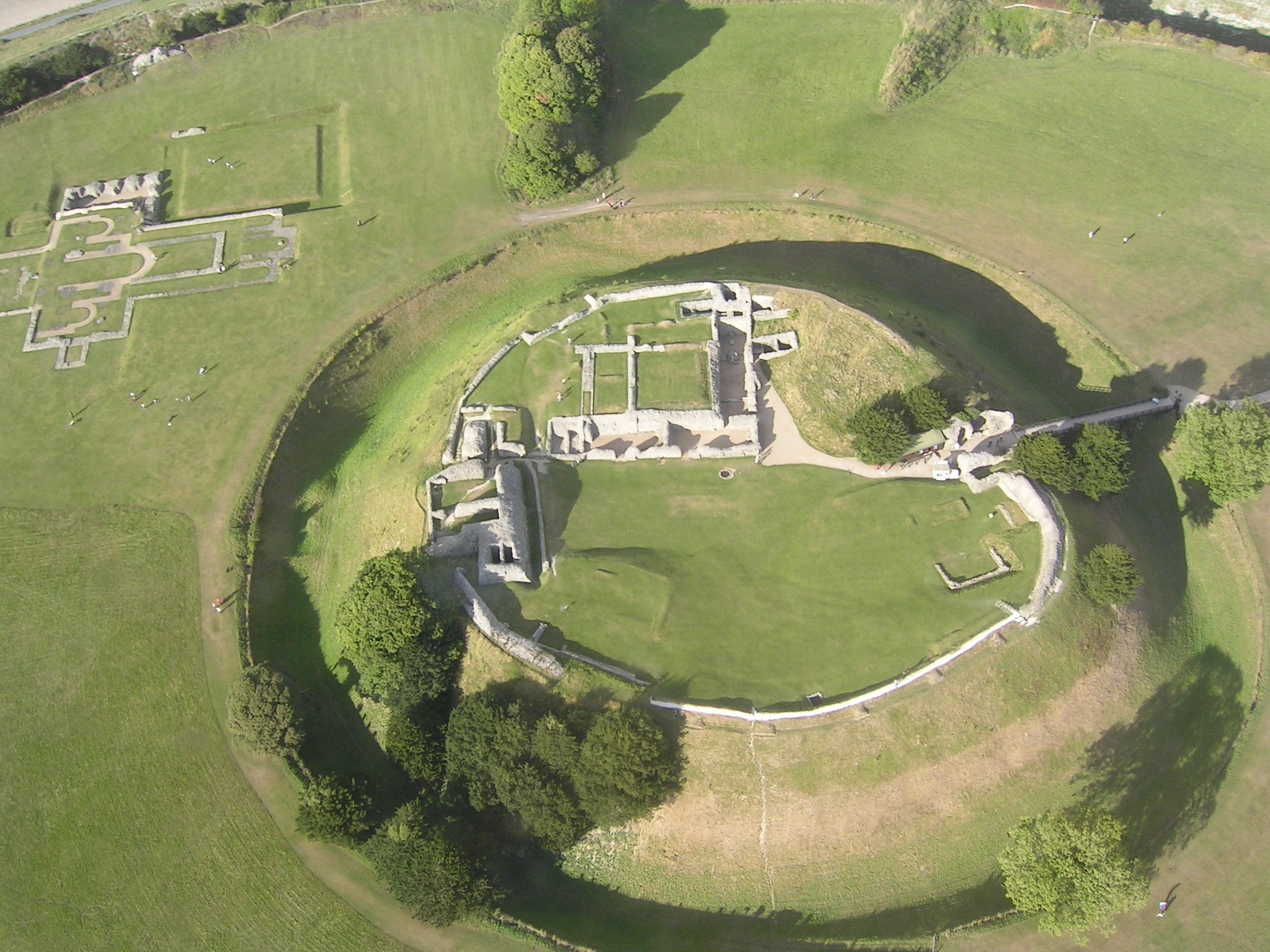
올드 새럼 중앙부의 항공 사진. 아성의 흔적이 보인다. 왼쪽 위는 대성당의 흔적이다.

중세 시기 새럼은 성 안에 가마와 용광로와 같은 시설이 있었던 것으로 보인다. 주거 지역은 해자로 보호된 노르만 성채 밖의 남쪽 면에 주로 분포되어 있었다. 헨리 2 세는 그의 아들들이 벌인 반란을 진압하고 그 책임을 아내 아키텐의 알리에노르에게 물어 올드 새럼에 가두었다. 1190년대 올드 새럼 인근의 평야에서는 리처드 1세가 개최한 토너먼트가 있었다.
12세기의 기록자인 맘즈베리의 윌리엄은 올드 새럼을 "높이 둘러 쌓인 성벽으로 도시라기 보다는 성채로 보인다"고 평했고, "다른 편의 시설은 잘 갖추어진 편이지만 물이 늘 부족하다"고 기록하였다. 하지만 16세기의 연대기 사가인 라파엘 홀린세드는 올드 새럼의 언덕에 "매우 달콤한 물이 샘물과 우물을 통해 많이 제공된다"고 정반대의 기록을 남겼다. 발굴 작업을 통해 수많은 우물이 발견되었지만 한 가운데의 노르만 아성 지역을 포함하여 깊은 우물을 파는 것보다는 차라리 강물을 길어 올리는 것이 더 나았을 수 있다. 올드 새럼의 물 문제는 사자심왕 리처드나 실지왕 존이 대성당을 다른 곳으로 이전한 중요한 원인으로 꼽히지만 대성당 이전에는 더 많은 이유가 있었던 것으로 보인다.
12세기 후반 대성당의 참사회원이었던 블루아의 피에르는 대성당이 "매마르고 건조하며 고립되어서 바람의 분노에 고스라니 노출되어 있다"면서 대성당은 "바알의 집에 사로잡힌 언약궤처럼 언덕 위에 서있다"고 묘사하였다. 홀린세드는 성직자들이 성에 주둔하고 있는 군대와 자주 다투었다고 기록하고있다. 허버트 주교는 리처드 1세부터 이주 허가를 받고 교회를 주화 9만 파운드에 처분하였지만 존이 왕위를 계승하자 이주는 지연되었다.
교황 호노리오 3세는 1217년 허버트의 형제이자 같은 성직자였던 리처드 포어를 치스터에서 솔즈베리로 전출시켜 허버트의 뒤를 잇도록 하고 이듬해 성당이 이전 되는 것을 참사회에 공표하도록 하였다. 교황 특사이었던 추기경 구알로는 성당에서 사용할 물이 비싸고 때때로 성의 주민들에 의해 제약이 심하다는 것을 성당 이전의 이유로 들었다. 거기다 성직자들의 숙소가 부족해 성안에서 임대를 해야 하고 언던 위의 바람이 심해 성당의 지붕이 자주 손상되는 점, 재의 수요일과 같은 전례를 하는 동안 성직자들이 요새 수비군에게 압력을 받아 성당에 제대로 당도하지 못하는 일이 벌어진다는 점 등도 이유로 들었다. 1217년 또는 1218년 교황은 대성당 이전을 공표하였다. 참사회는 만장일치로 찬성하였고 이전 비용을 부담하기로 하였다. 1219년 부활절 월요일, 성모 마리아를 기리는 목조 예배당이 햄프셔 에이번강 인근에 세워졌다. 삼위일체 대축일에 푸어 주교는 그곳에서 미사를 봉헌하고 묘지를 축성하였다. 1220년 4월 28일 새로운 석조 대성당의 기공식이 열렸다.
새로 새워진 주변에 주민들이 살기 시작하면서 형성된 정착촌은 뉴 솔즈베리, 공식적으로는 뉴 새럼이라 불렸으며, 결국 새럼을 대신하여 솔즈베리가 되었다. 올드 새럼의 대성당은 1226년 공식적으로 해산되었다. 새로운 도시의 주민들은 올드 새럼의 석재를 이용하여 새로운 솔즈베리 대성당을 비롯한 여러 건물들을 지었고, 그에 따라 올드 새럼은 점차 폐허가 되기 시작했다. 14세기까지도 올드 새럼에서 채석을 했다는 기록을 보아 올드 새럼에도 여전히 그때까지 사람이 살았지만 1322년 에드워드 2세는 결국 성을 철거하라는 명령을 내렸다.

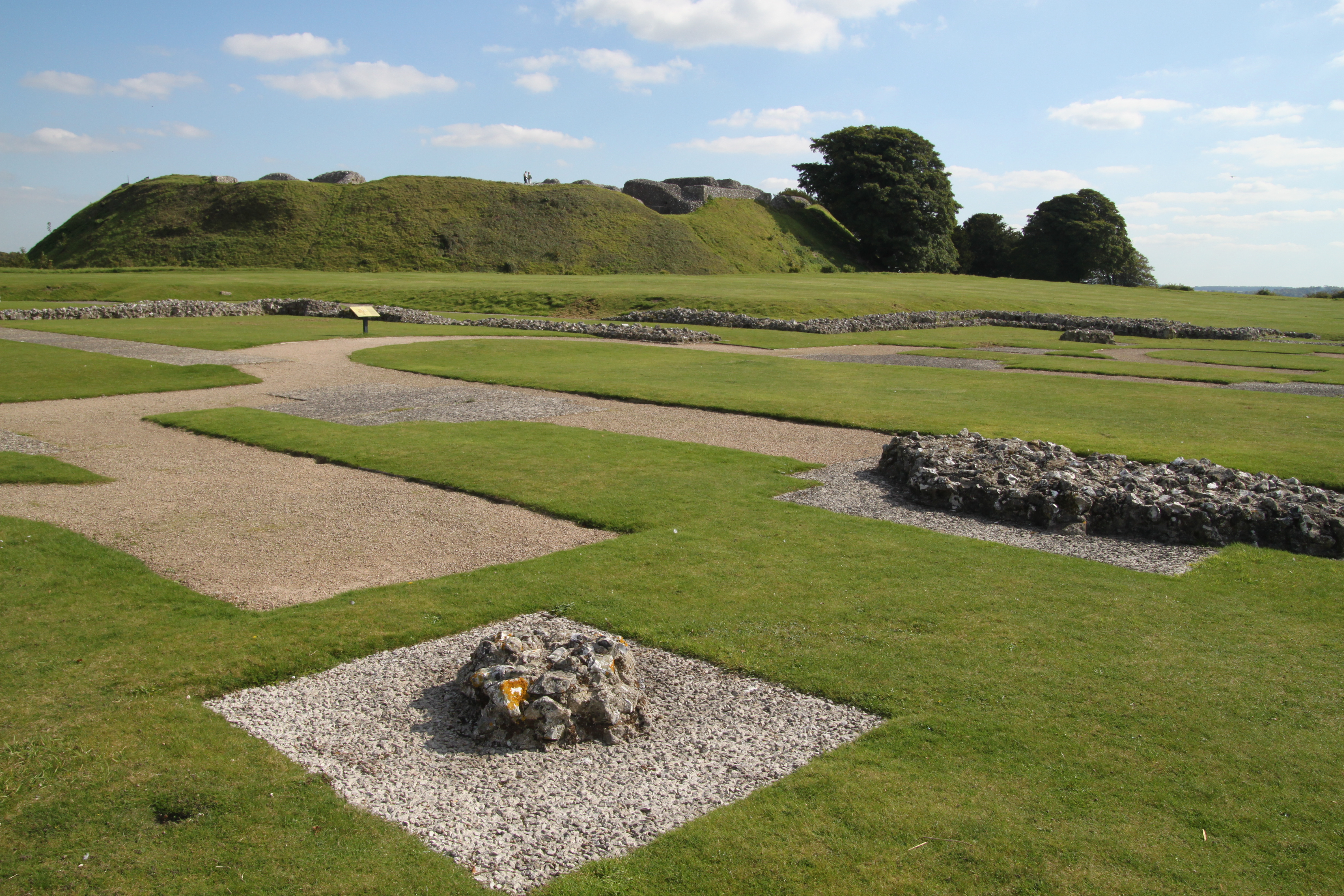
올드 새럼 유적의 모습 언덕 위쪽이 노르만 성채가 있던 곳이고 앞의 초석은 대성당의 것이다.

### 현대
왕실 재산이었던 올드 새럼의 부지는 1514년 헨리 8세가 매각하였다. 14세기 에드워드 2 세의 철거 명령 이후 올드 새럼엔 사람이 살지 않았으며 17세기 무렵엔 당연히 자치구에 유권자가 한 명도 없었지만, 잉글랜드 하원에는 올드 새럼을 대표하는 의원 2명이 할당되어 있었다. 이들 의원 가운데 한 명은 18세기의 정치인 윌리엄 피트 백작이다. 1831년 올드 새럼에는 11명의 유권자가 등록되어 있었지만 이들은 모두 다른 곳에 사는 지주였다. 이 때문에 올드 새럼은 썩은 자치구의 대표적 사례로 언급된다. 유권자가 없거나 극히 적은 주머니 선거구는 1894년에 이르러서야 완전히 폐지되었다.

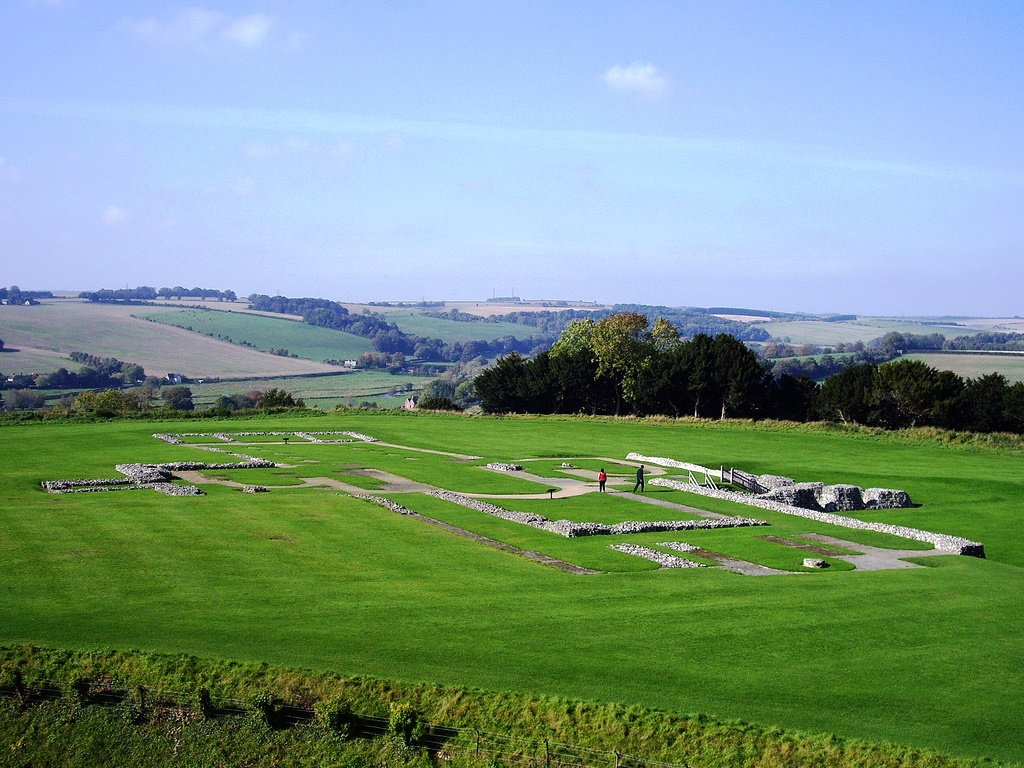
대성당의 기초

올드 새럼의 성채와 대성당은 영국의 중요한 문화재가 되었다. 1882년 고대 기념물 보호에 관한 법률에 의해 이후 보호된 최초의 문화재 가운데 하나이다. 보호 지역은 외곽 장벽의 서쪽과 남동쪽 일부 교외 지역을 포함하여 확장되었다. 1972년 영국은 올드 새럼을 1등급 사적지로 지정하였다. 오늘날 올드 새럼의 관리 주체는 잉글리시 헤리티지이다.
1909년에서 1915년 사이 첫번째 발굴 조사가 이루어졌다.
1917년, 제1차 세계 대전 중에 올드 새럼 북동부의 부지는 활주로로 사용되었다. 당시 이 부지는 올드 새럼 비행장으로 불렸다.
두 번째 발굴은 1950년대 John WG Musty와 Philip Rahtz에 의해 일어났다.
2014년 사우샘프턴 대학교에서 내부와 외부 장벽 구역을 조사하고 중세 도시의 거리 구획 계획을 밝혔다. 이 조사는 도전률의 차이를 이용한 비파괴 방식으로 진행되어 직접 땅을 파지 않고도 지하의 옛 도로망을 찾을 수 있었다.

## 더 읽어 보기
- 캔 폴릿 지구의 기둥